# Yan Zi
Yan Zi (晏紫S, Yàn ZǐP; Chengdu, 12 novembre 1984) è una tennista cinese.

## Biografia
Nel 2003 arrivò in finale al WTA Austrian Open 2003 doppio con la sua partner storica, la connazionale Zheng Jie. Due anni dopo vinse il Tasmanian International in doppio contro Anabel Medina Garrigues e Dinara Safina con il punteggio di 6–4, 7–5.
Nel 2005 vinse il suo primo (e ultimo fino ad ora) torneo WTA, superando la spagnola Nuria Llagostera Vives nella finale di Canton.
Nel 2006 vinse il torneo di Wimbledon 2006 - Doppio femminile con Zheng sconfiggendo in finale Virginia Ruano Pascual e Paola Suárez 6–3, 3–6, 6–2. Vinse anche l'Australian Open 2006 - Doppio femminile sempre con Zheng Jie contro Lisa Raymond e Samantha Stosur con il punteggio di 2–6, 7–6(7), 6–3. Nello stesso anno arrivò nei quarti al Canada Masters 2006 - Doppio femminile, identica sorte toccò alla stessa competizione dell'anno successivo. Nel 2007 vinse anche il Japan Open Tennis Championships 2007 - Doppio femminile questa volta in coppia con Tiantian Sun.
Vinse la medaglia di bronzo insieme a Zheng ai Giochi della XXIX Olimpiade - Doppio femminile. Nel 2008 perse in finale al Dubai Tennis Championships 2008 - Doppio femminile contro Cara Black e Liezel Huber che sconfissero lei e Zheng con il risultato di 7–5, 6–2. Nello stesso anno partecipò anche all'Open di Francia 2008 - Doppio femminile, mentre nell'doppio misto ebbe come partner Mark Knowles.
Sempre nel 2008 vinse il Medibank International 2008 - Doppio femminile sempre con Zheng sconfiggendo in finale, con un punteggio di 6–4, 7–6(5), Tetjana Perebyjnis e Tat'jana Puček e fu finalista al Mondial Australian Women's Hardcourts 2008 - Doppio.
Nel 2010 vinse il MPS Group Championships 2010 - Doppio sconfiggendo una delle due detentrici del titolo, Chuang Chia-jung, che stavolta giocò con Peng Shuai, questa volta fece coppia con Yan Bethanie Mattek-Sands, il risultato fu 4–6, 6–4, [10–8].

## Statistiche

### Finali (singolare)
Vittorie (1)
| Legenda (Singolare)    |
| Grande Slam (0)        |
| Tour Championships (0) |
| Premier (0)            |
| International (1)      |
| ITF (0)                |

| No. | Data           | Torneo                                     | Superficie | Rivale in finale       | Risultato della finale |
| 1.  | 2 ottobre 2005 | Guangzhou International Women's Open, Cina | Cemento    | Nuria Llagostera Vives | 6–0, 4–0 rit.          |

### Finali (doppio)
Vittorie (17)
| Legenda (Singolare)    |
| Grande Slam (2)        |
| Tour Championships (0) |
| Premier (5)            |
| International (10)     |
| ITF (16)               |

| No. | Data              | Torneo                                          | Superficie  | Partner               | Rivali in finale                      | Risultato della finale |
| 1.  | 10 gennaio 2005   | Tasmanian International, Hobart                 | Cemento     | Zheng Jie             | Anabel Medina Garrigues Dinara Safina | 6–4, 7–5               |
| 2.  | 7 febbraio 2005   | Hyderabad Open, Hyderabad                       | Cemento     | Zheng Jie             | Li Ting Sun Tiantian                  | 6–4, 6–1               |
| 3.  | 16 gennaio 2006   | Australian Open, Melbourne                      | Cemento     | Zheng Jie             | Lisa Raymond Samantha Stosur          | 2–6, 7–6(7), 6–3       |
| 4.  | 5 maggio 2006     | Qatar Telecom German Open, Berlino              | Terra rossa | Zheng Jie             | Elena Dement'eva Flavia Pennetta      | 6–2, 6–3               |
| 5.  | 15 maggio 2006    | Grand Prix SAR La Princesse Lalla Meryem, Rabat | Terra rossa | Zheng Jie             | Ashley Harkleroad Bethanie Mattek     | 6–1, 6–3               |
| 6.  | 18 giugno 2006    | Ordina Open, 's-Hertogenbosch                   | Erba        | Zheng Jie             | Ana Ivanović Marija Kirilenko         | 3–6, 6–2, 6–2          |
| 7.  | 26 giugno 2006    | Wimbledon                                       | Erba        | Zheng Jie             | Virginia Ruano Pascual Paola Suárez   | 6–3, 3–6, 6–2          |
| 8.  | 21 agosto 2006    | Pilot Pen Tennis, New Haven                     | Cemento     | Zheng Jie             | Lisa Raymond Samantha Stosur          | 6–4, 6–2               |
| 9.  | 9 aprile 2007     | Family Circle Cup, Charleston                   | Terra verde | Zheng Jie             | Peng Shuai Sun Tiantian               | 7–5, 6–0               |
| 10. | 21 maggio 2007    | Internationaux de Strasbourg, Strasburgo        | Terra rossa | Zheng Jie             | Alicia Molik Sun Tiantian             | 6-3, 6–4               |
| 11. | 24 settembre 2007 | Guangzhou International Women's Open, Canton    | Cemento     | Peng Shuai            | Vania King Sun Tiantian               | 6–3, 6–4               |
| 12. | 1º ottobre 2007   | Japan Open Tennis Championships, Tokyo          | Cemento     | Sun Tiantian          | Chuang Chia-jung Vania King           | 1–6, 6–2, [10–6]       |
| 13. | 8 ottobre 2007    | PTT Bangkok Open, Bangkok                       | Cemento     | Sun Tiantian          | Ayumi Morita Junri Namigata           | walkover               |
| 14. | 7 gennaio 2008    | Medibank International, Sydney                  | Cemento     | Zheng Jie             | Tetjana Perebyjnis Tat'jana Puček     | 6–4, 7–6(5)            |
| 15. | 19 maggio 2008    | Internationaux de Strasbourg, Strasburgo        | Terra rossa | Tetjana Perebyjnis    | Yung-jan Chan Chia-jung Chuang        | 6–4, 6(3)–7,[10–6]     |
| 16. | 3 agosto 2009     | LA Women's Tennis Championships, Los Angeles    | Cemento     | Chia-Jung Chuang      | M Kirilenko A Radwańska               | 6–0, 4–6, [10–7]       |
| 17. | 5 aprile 2010     | MPS Group Championships, Ponte Vedra Beach      | Terra verde | Bethanie Mattek-Sands | Chuang Chia-jung Peng Shuai           | 4–6, 6–4, [10–8]       |

### Risultati in progressione
| Sigla | Risultato               |
| ----- | ----------------------- |
| V     | Vincitore               |
| F     | Finalista               |
| SF    | Semifinalista           |
| O     | Oro olimpico            |
| A     | Argento olimpico        |
| SF    | Bronzo olimpico         |
| QF    | Quarti di Finale        |
| 4T    | Quarto turno            |
| 3T    | Terzo turno             |
| 2T    | Secondo turno           |
| 1T    | Primo turno             |
| RR    | Round Robin             |
| LQ    | Turno di qualificazione |
| A     | Assente                 |
| ND    | Non disputato           |

| Legenda superfici    |
| -------------------- |
| Cemento              |
| Terra battuta        |
| Erba                 |
| Superficie variabile |

#### Singolare nei tornei del Grande Slam
| Torneo          | 2003 | 2004 | 2005 | 2006 | 2007 | 2008 | 2009 | 2010 | 2011 | 2012 | 2013 | 2014 |
| --------------- | ---- | ---- | ---- | ---- | ---- | ---- | ---- | ---- | ---- | ---- | ---- | ---- |
| Australian Open | A    | A    | A    | 2T   | A    | 1T   | A    | A    | A    | A    | A    | A    |
| Open di Francia | A    | A    | A    | 1T   | A    | 1T   | A    | A    | A    | A    | A    | A    |
| Wimbledon       | A    | A    | A    | 1T   | 1T   | 1T   | A    | A    | A    | A    | A    | A    |
| US Open         | A    | A    | A    | 1T   | 1T   | 1T   | A    | A    | A    | A    | A    | A    |

#### Doppio nei tornei del Grande Slam
| Torneo          | 2003 | 2004 | 2005 | 2006 | 2007 | 2008 | 2009 | 2010 | 2011 | 2012 | 2013 | 2014 |
| --------------- | ---- | ---- | ---- | ---- | ---- | ---- | ---- | ---- | ---- | ---- | ---- | ---- |
| Australian Open | A    | QF   | 1T   | V    | SF   | SF   | 3T   | QF   | 2T   | A    | 1T   | A    |
| Open di Francia | A    | 1T   | 3T   | SF   | 1T   | 3T   | QF   | 3T   | A    | A    | A    | A    |
| Wimbledon       | A    | 3T   | A    | V    | QF   | 3T   | 3T   | 2T   | A    | A    | 1T   | A    |
| US Open         | 1T   | 2T   | QF   | QF   | 2T   | QF   | QF   | 2T   | A    | A    | A    | A    |

#### Doppio misto nei tornei del Grande Slam
| Torneo          | 2003 | 2004 | 2005 | 2006 | 2007 | 2008 | 2009 | 2010 | 2011 | 2012 | 2013 | 2014 |
| --------------- | ---- | ---- | ---- | ---- | ---- | ---- | ---- | ---- | ---- | ---- | ---- | ---- |
| Australian Open | A    | A    | 1T   | A    | 2T   | SF   | 2T   | 1T   | 1T   | A    | 2T   | A    |
| Open di Francia | A    | A    | A    | 1T   | SF   | 2T   | 1T   | 1T   | A    | A    | A    | A    |
| Wimbledon       | A    | 2T   | A    | 2T   | 2T   | 2T   | 2T   | 3T   | A    | A    | A    | A    |
| US Open         | A    | A    | A    | 2T   | SF   | 1T   | QF   | 1T   | A    | A    | A    | A    |